# 李元孫
李元孙，北魏阳平馆陶（今河北省馆陶县）人，李亮的儿子，李脩的哥哥。
其父李亮年轻时流落到刘宋，跟随和尚僧坦学习医术，在徐州、兖州一带很有名气。淮北、山东被北魏夺取后，李亮在北魏任官。李元孙跟随畢眾敬至北魏都城平城（今山西省大同市），遵父业为医，但医术不及。李元孙立功，赐爵义平子，拜奉朝请。